# 费利西乌-杜斯桑托斯
费利西乌－杜斯桑托斯是巴西米纳斯吉拉斯州的一个市镇。总面积358.862平方公里，总人口5685人，人口密度15.8人/平方公里。